# Parti républicain dahoméen
Le Parti républicain dahoméen (PRD) est un parti politique de la colonie du Dahomey (actuel Bénin) dirigé par Sourou Migan Apithy créé en septembre 1951 et dissous le 13 novembre 1963.

## Histoire

### Naissance
Contesté au sein de l'Union progressiste dahoméenne (UPD), Sourou Migan Apithy finit par la quitter et crée en septembre 1951 son propre parti, provoquant une scission qui affaiblit l'UPD. Il nomme sa nouvelle formation « Parti républicain dahoméen » et structure son programme politique autour de la promotion de « la reconnaissance effective de l'originalité du Dahomey » et de l'action « pour la cause des masses laborieuses et déshéritées ».
Si le parti existe depuis 1951, ce n'est que le 21 septembre 1957, à la suite de la promulgation de la Loi-cadre Defferre, que ses statuts sont créés et publiés. C'est également cette même année que le PRD se dote de son propre journal, Position africaine, afin de diffuser plus largement son programme et ses messages,.

### Croissance rapide
Le PRD prend rapidement de l'ampleur sur l'échiquier politique du pays et remporte de belles victoires lors des différentes élections électorales. En obtenant 19 des 32 sièges du second collège aux élections de l'Assemblée territoriale de 1952, il ressort comme le grand gagnant. Le parti arrive également premier aux élections législatives françaises de 1956 avec 35,92 % des voix et Sourou Migan Apithy est réélu député du Dahomey à l'Assemblée nationale française.
Le PRD remporte les élections de l'Assemblée territoriale de 1957 et détient la majorité absolue prenant 35 des 60 sièges disponibles. Ce succès permet à Sourou Migan Apithy de devenir, le 27 mai 1957, vice-président du Conseil de gouvernement, le poste de président étant réservé de droit au gouverneur de la colonie, Casimir Marc Biros.
En 14 avril 1958, le parti s’unit au Rassemblement démocratique dahoméen (RDD) d'Hubert Maga pour former le Parti progressiste dahoméen (PPD) qui devient la branche dahoméenne du Parti du regroupement africain (PRA) mené par Léopold Sédar Senghor, futur président du Sénégal,. 
Le 19 septembre 1958, Sourou Migan Apithy, au nom du PPD, apporte son soutien au projet de la nouvelle Constitution française du général de Gaulle, qui prévoit notamment la création d’une Communauté franco-africaine, et appelle les dahoméens à voter en faveur du « oui » lors du référendum constitutionnel français de 1958. Le 28 septembre 1958, le « oui » l’emporte ; le 4 décembre suivant, la République du Dahomey est proclamée et Sourou Migan Apithy devient président du Conseil de gouvernement.
Mais tout n'est pas couronné de succès pour le nouveau président du Conseil et son parti, l'alliance PRD-RDD-PRA n'est finalement que de courte durée. Sur fond de désaccords entre les dirigeants des différents partis sur les positions à adopter concernant les futures relations entre l’Afrique francophone et la France mais aussi sur l'éventuelle adhésion du Dahomey dans la Fédération du Mali, le PDD se délite en 1959. Sourou Migan Apithy et Hubert Maga démissionnent et reconstituent leur formation respective,. Le PPD, bien qu'à présent minoritaire à l'Assemblée nationale, survit au schisme et sa direction est reprise par un de ses cadres, Émile Derlin Zinsou.
Le PRD remporte les élections législatives de 1959, malgré un nombre de voix inférieur à celui de l'Union démocratique dahoméenne (UDD). En raison d’accusations de fraude électorale et de vives contestations, le PRD accepte de céder neuf sièges à l'UDD mais conserve malgré tout la plus grande partie des sièges à l'Assemblée nationale. 

### Fusions en série
En 9 mars 1960, le PRD s’allie au PPD et ensemble créent le Parti des nationalistes dahoméens (PND). Le PPD est la section dahoméenne du Parti de la fédération africaine (PFA) et avec cette union, le PND devient la branche locale de ce dernier. La naissance du PND a pour but de faire front commun pour la lutte pour l'indépendance du Dahomey. Mais la mue définitive du PRD a lieu le 13 novembre 1960, lors de la fusion du PND avec le RDD et le Mouvement de libération nationale dirigé par Albert Tévoédjrè pour former le Parti dahoméen de l'unité, avec en ligne de mire les législatives à venir.

### Dissolution
À la suite du coup d'État militaire du 27 octobre 1963, le colonel Christophe Soglo prend le pouvoir et dissout par ordonnance tous les partis et formations politiques dont le PRD bien qu'ayant fusionné trois ans plus tôt.